# Fuqiushan
Fuqiushan (kinesiska: 浮丘山, 浮丘山乡) är en socken i Kina. Den ligger i provinsen Hunan, i den södra delen av landet, omkring 94 kilometer väster om provinshuvudstaden Changsha.
Genomsnittlig årsnederbörd är 1 732 millimeter. Den regnigaste månaden är maj, med i genomsnitt 322 mm nederbörd, och den torraste är december, med 52 mm nederbörd.